# Trojboký obelisk
Trojboký obelisk, nazývaný také Trojstranný obelisk, Ptačí obelisk, Sloup-obelisk Brigitty Canalové nebo Obelisk v Riegrových sadech, je pískovcová socha a obelisk v severovýchodní části parku Riegrovy sady v městské části Vinohrady v Praze 2.

## Popis a historie díla
Trojboký obelisk je svázán s historií Riegrových sadů (tehdejší proslulá zahrada Kanálka), jejíž základy položil Josef Emanuel hrabě Canal z Malabaily (1745–1826). Když jeho manželka Brigitta Taafeová Canalová (dcera Rudolfa Chotka) v roce 1810 zemřela, velmi truchlil a na její památku dal v Kanálce vztyčit pískovcový obelisk. Trojboký obelisk je netradičním štíhlým jehlanem s trojúhelníkovou podstavou. Je dílem neznámého autora a vznikl metodou sekání. Obelisk je umístěn na soklu ve tvaru kvádru na kterém jsou reliéfy ptačí rodinky, tj. rodové alianční znaky.

## Galerie

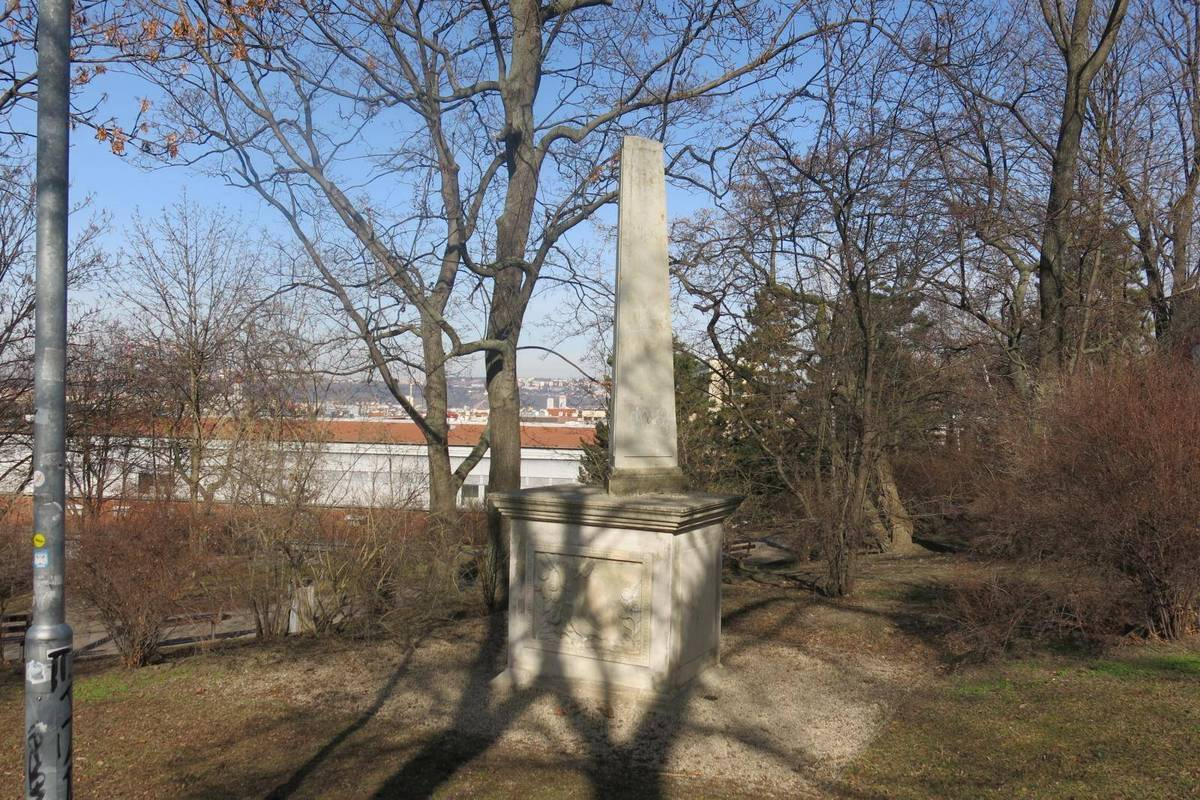
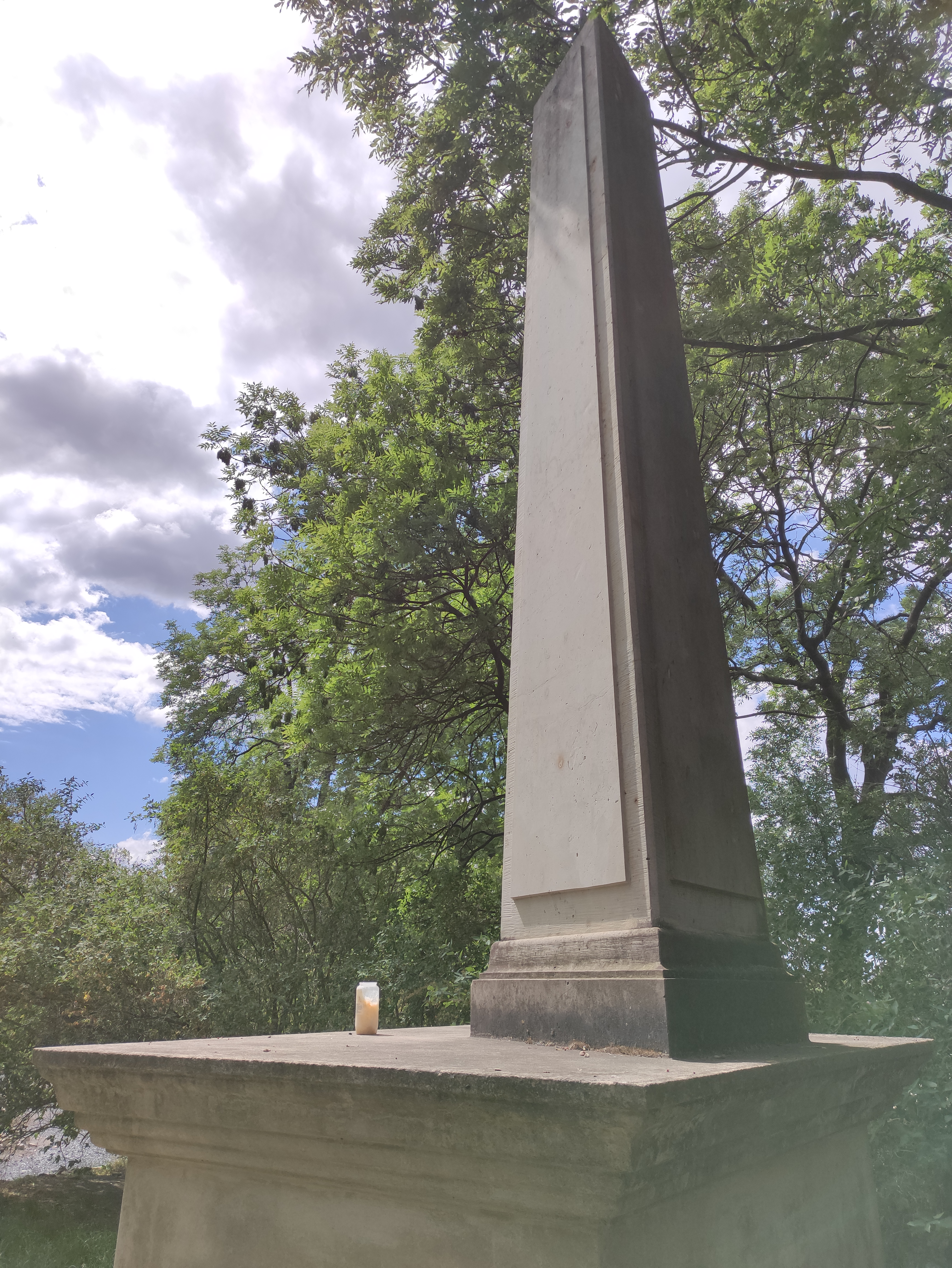
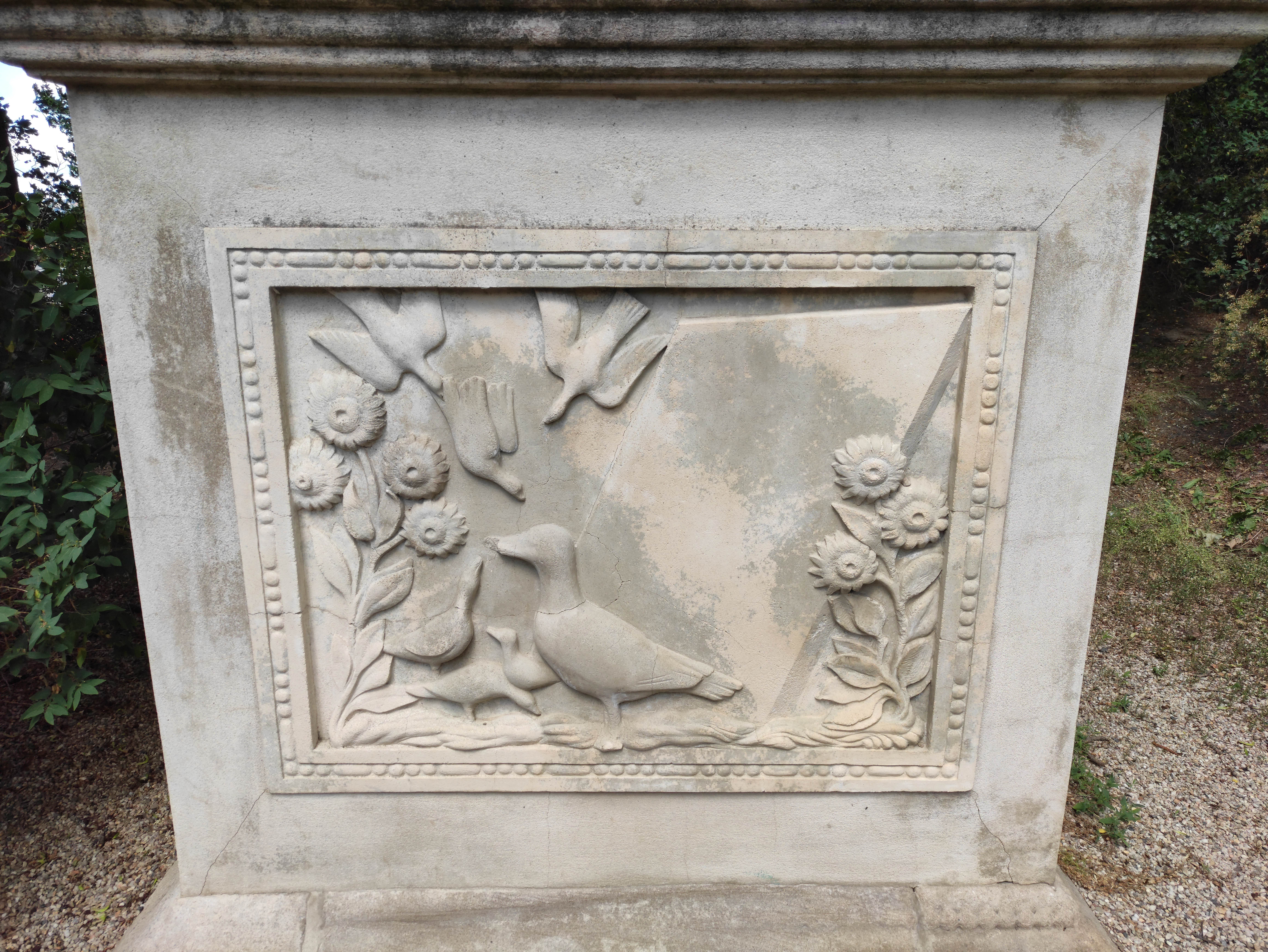